# 호빗 (영화 시리즈)
호빗(The Hobbit)은 J. R. R. 톨킨의 소설 호빗을 영화화 한 것이다. 반지의 제왕 이전 시대의 이야기를 다룬 프리퀄 영화 시리즈이다.

## 목록
- 1부 : 호빗: 뜻밖의 여정 (2012년 12월 13일 개봉)
- 2부 : 호빗: 스마우그의 폐허 (2013년 12월 12일 개봉)
- 3부 : 호빗: 다섯 군대 전투 (2014년 12월 17일 개봉)

## 출연
- 마틴 프리먼 - 빌보 배긴스 역
  - 이언 홈 - 늙은 빌보 배긴스 역
- 일라이저 우드 - 프로도 배긴스 역
- 이언 매켈런 - 회색의 간달프 역
- 리처드 아미티지 - 참나무방패 소린 역
- 그레이엄 맥태비시(Graham McTavish) - 드왈린 역
- 켄 스톳(Ken Stott) - 발린 역
- 딘 오고먼 - 필리 역
- 에이단 터너 - 킬리 역
- 마크 해들로 - 도리 역
- 제드 브로피 - 노리 역
- 애덤 브라운 - 오리 역
- 존 칼런 - 오인 역
- 피터 햄블턴 - 글로인 역
- 윌리엄 커처 - 비푸르 역
- 제임스 네즈빗 - 보푸르 역
- 스티븐 헌터 - 봄부르 역
- 앤디 서키스 - 골룸 역
- 케이트 블란쳇 - 갈라드리엘 역
- 휴고 위빙 - 엘론드 역
- 브렛 매켄지 - 린디르 역
- 크리스토퍼 리 - 백색의 사루만 역
- 실베스터 매코이 - 갈색의 라다가스트 역
- 베네딕트 컴버배치 - 강령술사, 스마우그 역
- 미카엘 페르스브란트 - 베오른 역
- 리 페이스 - 스란두일 역
- 올랜도 블룸 - 레골라스 역
- 스티븐 프라이 - 호수 마을의 영주 역
- 루크 에번스 - 궁수 바드 역
- 빌리 코널리 - 철족 다인 2세 역
- 배리 험프리스 - 고블린 왕 역
- 제프리 토머스 - 스로르 역
- 마이크 미즈라히 - 스라인 역
- 마누 베넷 - 아조그 역
- 코넌 스티븐스 - 볼그 역
- 에반젤린 릴리 - 타우리엘 역
- 라이언 게이지 - 알프리드 역
- 존 벨 - 배인 역
- 크레이그 홀 - 갈리온 역
- 벤저민 미첼 - 나즈굴 역
- 존 롤스 - 야즈넥 역